# Казімєж Світала
Казімєж Чеслав Світала (пол. Kazimierz Czesław Świtała; 21 квітня 1923, Раконевиці — 6 березня 2011, Варшава) — польський юрист, комуністичний політик і державний діяч, член ЦК ПОРП, міністр внутрішніх справ ПНР у 1968—1971 роках. Вважався довіреною особою Владислава Гомулки. Залишив міністерську посаду після подій 1970—1971 років.

## Юрист
Народився у селянській сім'ї. У 1944 році вступив у Польську народну армію. Служив у артилерійському полку 2-ї армії, брав участь у боях. У 1946 році демобілізувався у званні поручника.
З березня 1948 року Казімєж Світала перебував у компартії ПРП, у грудні перетвореній на ПОРП. У 1951 році закінчив у Варшаві Вищу юридичну школу — спеціальний заклад для підготовки юридичних кадрів урядущої партії. Був членом партійного комітету. Закінчив також юрфак Познанського університету.
На початку 1950-х роках Казімєж Світала був суддею повітового та воєводського суду у Познані. З 1955 до 1958 року — голова воєводського суду у Катовиці. У 1960—1961 роках очолював департамент судового нагляду міністерства юстиції ПНР, потім був головою суду Варшави та заступником генерального прокурора ПНР.
У 1965—1967 роках Казімєж Світала — заступник держсекретаря міністерства юстиції. У 1967 році — заступник держсекретаря МВС.

## Міністр
15 липня 1968 року Казімєж Світала був призначений міністром внутрішніх справ ПНР в уряді Юзефа Циранкевича. Одночасно увійшов до складу ЦК ПОРП. Призначення Світали розглядалося у контексті березневої політичної кризи як один із ходів у складному розкладі між першим секретарем ЦК ПОРП Владиславом Гомулкою та лідером «партизанської фракції» секретарем ЦК Мечиславом Мочаром. Світала розглядався при цьому як довірена особа Гомулки.
У віданні Казімежа Світали як глави МВС знаходилися адміністративні структури, громадянська міліція, Служба безпеки ПНР. Однак він, виходець з юридичної держслужби, не мав зв'язків й авторитету у силових структурах і не був реальним главою репресивного апарату. Цю функцію зберіг у себе Мочар, який став партійним куратором каральних органів. Практичне керівництво МВС здійснювали заступники міністра генерал Стахура і полковник Слабчик, начальник III (політичного) департаменту полковник Пентек, головний комендант цивільної міліції генерал Петшак.
За посадою міністр Світала брав участь у протистоянні грудня 1970 року. Ще 9 грудня він видав розпорядження «Про забезпечення громадського порядку та безпеки», затвердив склад центрального оперативного штабу МВС на чолі з генералом Петшаком і воєводськими штабами. Світала був присутній на нараді у Гомулки 15 грудня, де приймалося рішення про силове придушення робочих протестів на узбережжі Балтії. Його голос не був вирішальним, але Світала розділив відповідальність за кровопролиття.
Після відставки Гомулки, Мочара, Циранкевича й інших партійно-державних керівників, Казімєж Світала недовго залишався главою МВС в уряді Петра Ярошевича. Однак новий перший секретар ЦК ПОРП Едвард Герек цілеспрямовано усував керівників, які пов'язали себе з жорсткою лінією Гомулки та Мочара. 13 лютого 1971 року Світала залишив міністерський пост.

## Відставка
Відхід з МВС формально не завершив кар'єру Казімєжа Світали. У 1972 році отримав призначення начальником канцелярії сейму ПНР. Залишався на цій посаді до 1986 року. Перебував у Спілці борців за свободу та демократію, був членом президії та головою контрольної комісії. Входив до керівництва Союзу польських юристів. Був нагороджений низкою польських і радянських орденів і медалей.
Проте політично значущих постів Світала не обіймав і у житті практично не брав. У бурхливих подіях 1980-х років не проявлявся. На зміну суспільно-політичного устрою Польщі на межі 1980—1990-х років публічно не реагував.
У 1995 році Казімєж Світала був притягнутий до відповідальності як один з організаторів убивств у грудні 1970 року. Проте кримінальне переслідування припинено за станом здоров'я 72-річного Світали.
Помер Казімєж Світала незадовго до свого 88-річчя. Похований на цвинтарі Військові Повонзки.